# Сали
Сали — село в Україні, у Житомирському районі Житомирської області, входить до складу Черняхівської селищної громади. Село Сали розміщене на обох берегах річки Тростяниці. Віддаль від села до Черняхова — 25 км, від найближчої залізничної станції Турчинка — 12 км.

## Історія
Легенда про назву села свідчить, що під час монголо-татарської навали один із жителів цієї місцевості не міг далеко втекти в ліс, а тому рятуючись виліз на велику сосну і прихопив з собою торбу сала. Коли навала скінчилася і ті люди, що лишились живими, почали сходитись до своїх домівок, з яких лишились тільки згарища, зліз із своєї схованки наш герой із салом. Він частував ним всіх охочих. Це так сподобалось сільчанам, що вони ново відбудоване поселення назвали Салами, а хлопця Салюком. Такі прізвища в нашому районі трапляються ще й досі.
Село Сали відоме з письмових джерел першої половини XVII століття. Через село в сиву давнину проходив шлях з Радомишля на Ушомир і далі в західно-руські землі.
На березі річки Тростяниці лежали гори шлаків, які свідчать, що в селі в великій кількості з болотної руди виплавлялось залізо.
З 1850 року село Сали було приписане до Селецького приходу і належало поміщику Муравйову. В XIX столітті село майже повністю згоріло. Причини пожежі лишились досі невідомі.
В 1902 році в селі було відкрите двокласне сільське училище, де 4 вчителі навчало 134 учні. Це в свій час була найбільша школа в Черняхівському районі. Приміщення школи стоїть досі, але воно дуже постаріло.
До революції і зразу після революції в селі збирався базар, де селяни продавали свої вироби, худобу, коней і купували те, що привозили з інших місць.
В Салах нараховувалось 165 дворів, де проживало 493 жителі.
Село Нові Сали виникло в перші роки після революції. В селі є клуб, магазин.
Навколо села до 30-х років 20 століття було багато хуторів де проживали як правило більш-менш заможні селяни, серед яких були навіть євреї, з початком колективізації хутори були знищені, частина хуторян була розкуркулена і відправлена в Сибір інших зігнали в село.
На території сільської Ради до 1991 року розміщено було два колгоспи: ім. Мічуріна і в с. Росівці — «Нове життя».
В селі Салах перший колгосп було організовано в 1929 році. Першим головою було обрано Крученюка Олександра Михайловича, члена КП(б)У, який в цьому ж 1929 році і загинув.
В голодний 1933 рік від голоду померло 83 чоловіки, в тому числі 33 дітей. Не обійшли стороною село Сали і репресії. З села в 1937 році було репресовано 10 чоловік.
В період німецько-радянської війни 130 жителів села воювали на фронтах цієї війни, 78 чоловік загинуло, 90 чоловік було нагороджено бойовими орденами і медалями.
В селі працює неповно-середня школа, будинок культури, бібліотека, медпункт, сільмаг. В селах Росівці, Осівці, Нових Салах є також торгові точки, в усіх селах є сільські клуби. На честь загиблих воїнів Червоної армії в селі встановлено обеліск Слави.
Колишній оран місцевого самоуправління — Салівська сільська рада